# 人頭馬君度
人頭馬君度是一家法國家族企業集團，最早的發跡可以追溯到1724年的人頭馬公司，以及1849年的君度。該集團擁有國際級的各類烈酒，公司人頭馬君度分別在紐約證券交易所的美國場外交易集團發行上櫃，和巴黎泛歐交易所發行上市。家族集團的前董事長多米尼克·埃里亞爾·杜布雷伊（Dominique Hériard Dubreuil）及其家族的財富，估計市值約有33億歐元。

## 歷史沿革
- 1991年人頭馬（E. Rémy Martin & Cie SA）與君度（Cointreau & Cie SA）合併創建了現在的集團。

- 1999年人頭馬君度與埃德林頓集團（Edrington）和財富品牌（Fortune Brands）集團，三家集團聯合旗下所有通路，創造一個名為Maxxium 的世界級酒品通路公司（不包含美國分公司的市場）。

- 2001年瑞典斯德哥爾摩酒商 Vin & Sprit（V&S Group），也加入了這家名為 Maxxium 的合資企業。

- 2009年4月，人頭馬君度宣布離開Maxxium通路公司，並重新創立自己的國際銷售通路。

- 2011年7月，人頭馬君度以 4.22 億歐元的價格，將Piper-Heidsieck 和 Charles Heidsieck 香檳，出售給豪華奢侈品牌EPI集團。

- 2012年，人頭馬君度宣布以5800萬英鎊，收購蘇格蘭釀酒廠布萊迪（Bruichladdich）。

- 2017年1月,人頭馬君宣布了兩項收購：一家位於西雅圖的美國單一麥芽威士忌釀酒品牌韋斯特蘭（Westland Distillery），一家位於法國阿爾卑斯山中心的單一麥芽威士忌新興釀酒廠：由釀酒師弗雷德里克·雷沃爾（Frédéric Revol）創造的高冰域（Domaine des Hautes Glaces）品牌。

- 2019年7月，集團首席執行官的瓦萊麗·查普勞-弗洛凱（Valérie Chapoulaud-Floquet）宣布離職（轉職加入帝亞吉歐集團）。在他的帶領下，人頭馬君度展現強勁的市場發展。

- 2019年9月，埃里克·瓦拉特真除為新任總經理，其人之前是瑞士時尚奢侈品牌：歷峰集團的時尚和配飾總監。

## 主要大股東
- 埃里亞爾·杜布羅伊爾家族（Heriard Dubreuil Family）：53 %
- APG 資產管理（APG Asset Management）：6.97 %
- 林賽爾火車私募基金（Lindsell Train）：4.57 %
- 貝萊德投資管理（BlackRock Investment Management）：3.87 %
- 貝萊德基金顧問（BlackRock Fund Advisors）：0.62 %
- 優質香檳合作社（Alliance Fine Champagne）：2.19 %
- 先鋒領航（The Vanguard Group）：1.32 %
- 人頭馬君度庫藏股（Rémy Cointreau (auto détention)）：0.72 %
- 芬蘭公共養老基金（KEVA）：0.72 %
- 挪威中央銀行（Banque centrale de Norvège）：0.76 %

## 旗下產品
人頭馬君度旗下知名品牌甚多，以下列舉較為知名的品項：
- 人頭馬干邑白蘭地（Rémy Martin cognac）
- 路易十三白蘭地（Louis XIII cognac）
- 蓋伊山萊姆酒（Mount Gay Rum）
- 君度利口酒（Cointreau liqueur）
- METAXA Greek spirit（METAXA希臘精神）
- 布魯赫拉迪奇威士忌（Bruichladdich）
- 韋斯特蘭單一麥芽威士忌（Westland）
- 聖雷米白蘭地（St-Rémy）
- 高冰域單一麥芽威士忌（Domaine des Hautes Glaces）

## 相關連結
- 人頭馬君度官方網站 （页面存档备份，存于）
- 人頭馬君度官方微博 （页面存档备份，存于）